# Beta-tokotrienol
β-Tokotrienol je jedno od hemijskih jedinjenja koja se smatraju vitaminom E.